# Hieracium candelabrae
Hieracium candelabrae es una especie de planta con flor del género Hieracium, de la familia Asteraceae, orden Asterales.

## Distribución
Hieracium candelabrae se distribuye por Inglaterra.

## Taxonomía
Fue descrita científicamente por Linton. Fue publicada en Acc. Brit. Hierac.: 43 (1905).